# 卡爾圖濟

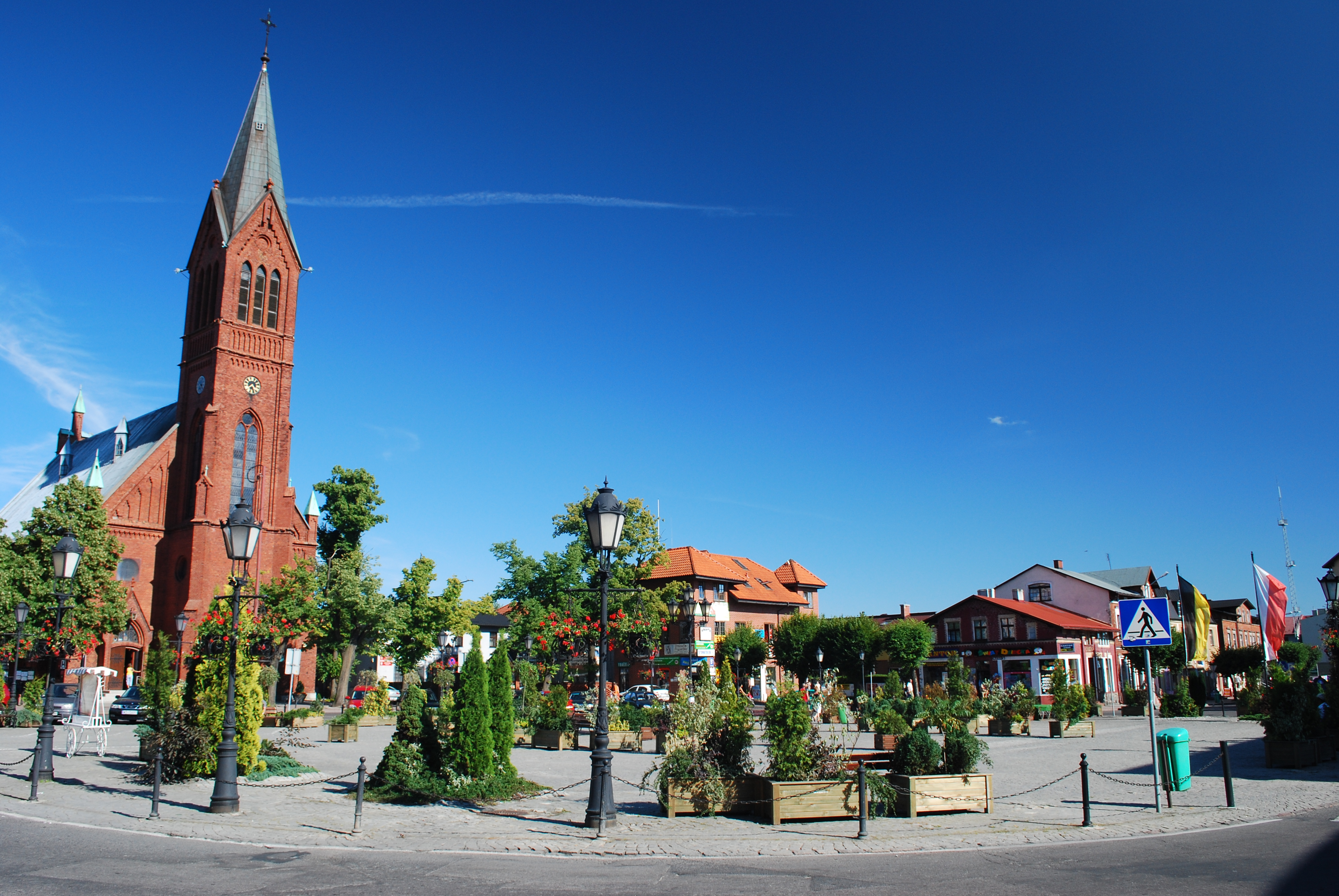

卡爾圖濟（波蘭語：Kartuzy；卡舒比語：Kartuzë；德語：Karthaus，卡特豪斯）是波蘭的城鎮，位於該國北部，距離首府格但斯克約32公里，由濱海省負責管轄，始建於1391年，面積6.23平方公里，海拔高度42米，2006年人口15,263。

## 外部連結
- Official website（页面存档备份，存于）
- History

54°20′N 18°12′E / 54.333°N 18.200°E